# نعتو
 نعتو ، روستایی است از توابع بخش صالح آباد شهرستان تربت جام در استان خراسان رضوی.
این روستا در دهستان باغ کشمیر قرار دارد و بر اساس سرشماری سال 1395 جمعیت آن (993خانوار)4739نفر
بوده‌است.
باوجود کوچک بودن این روستا اما جاذبهٔ فرهنگی بسیار قدیمی موجود می‌باشد که خیلی‌ها از ان آگاهی ندارند یکی از این جاذبه‌های قلعهٔ شاه می‌باشد که در سمت شمال پاسگاه نعتو قرار دارد.
اگه اهل روستای نعتو باشید ممکن نیست که با سید مهدی اکرمی آشنایت نداشته باشید جوانی خوش‌اخلاق و خوش سیما این خانواده جزء معتمدین روستا و مهمان نواز هستند. این روستا دارای یک مسجد نیز می‌باشد که امام جماعت آن معمولاً روحانیون طرح هجرت هستند.
یکی دیگر از ویژگی‌های این روستا برادری و همدلی بین شیعیان و سنیان می‌باشد.